# وريد ظهراني سطحي للقضيب
الأوردة الظهرانية السطحية للقضيب (بالإنجليزية: Superficial dorsal veins of the penis)‏ تجري من القلفة وجلد القضيب وتمتد نحو الخلف في نسيج تحت الجلد بانحدار نحو اليمين أو اليسار وتنفتح في الأوردة الفرجية الخارجية السطحية ذات العلاقة، وهي فرع من الوريد الصافن الكبير.
تقع لفافة بوك مقابل الأوردة الظهرانية، حيث تمتد الأوردة الظهرانية العميقة للقضيب داخل اللفافة.
من الممكن أن يتمزق وريد ظهراني سطحي مما يؤدي إلى نتائج شبيهة بكسر القضيب.

## معرض صور

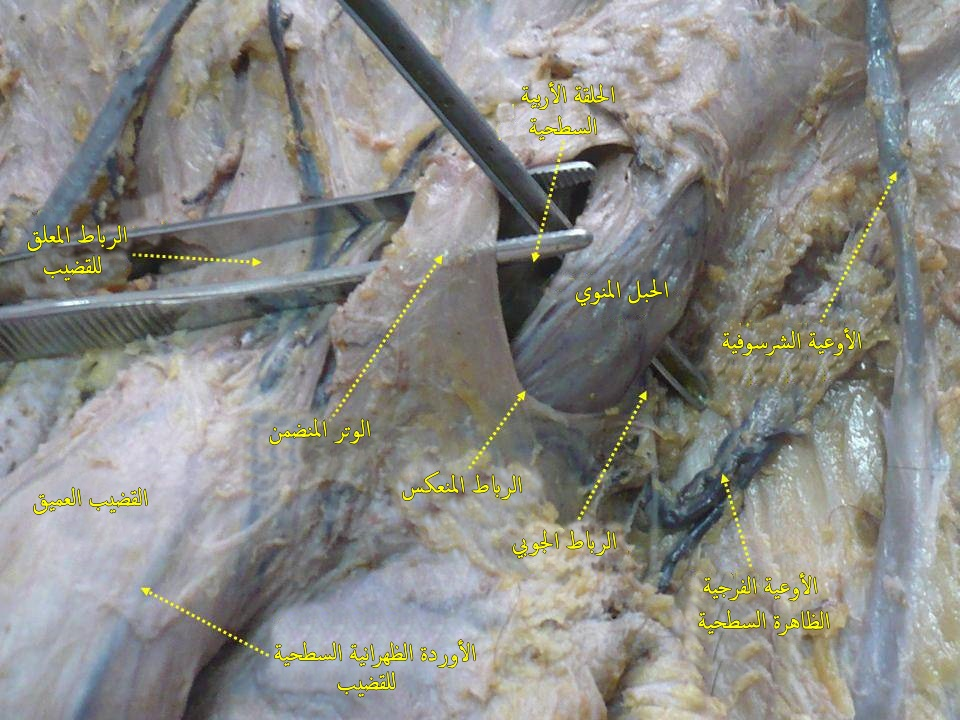
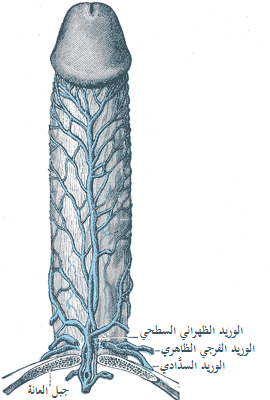
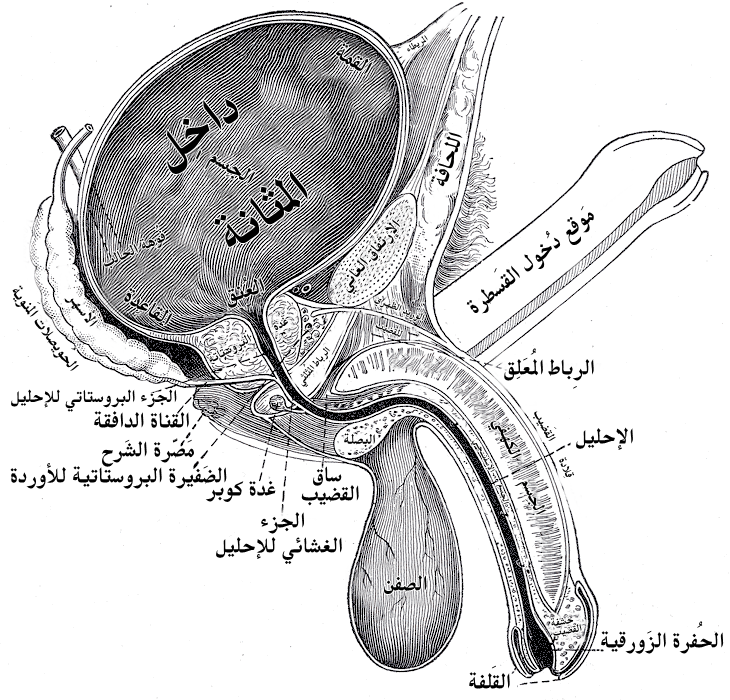
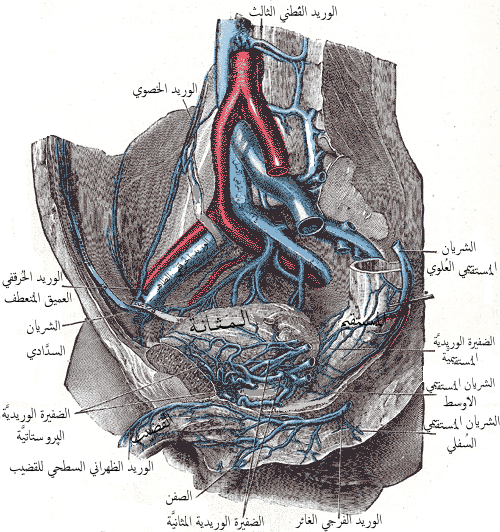
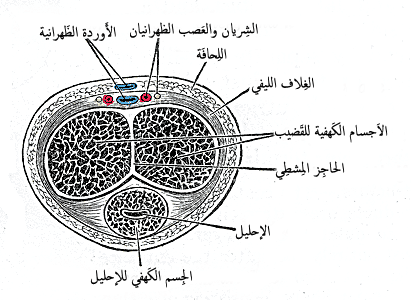